# Макрум
Макрум (англ. Macroom; ирл. Maigh Chromtha (Май-Хромха), «кривая равнина» или «Место встречи последователей бога Кром») — торговый (малый) город в Ирландии, находится в графстве Корк (провинция Манстер).
Этот район был когда-то местом встречи друидов Мюнстера, первое упоминание в записях относится к VI веку (когда город был известен как Achad Dorbchon). В X веке в этих местах прошло большое сражение с участием Бриана Бору. Согласно поговорке, этот город не взрастил в себе ни единого дурака (англ. the town that never reared a fool). В XIV веке город стал местной столицей, что способствовало росту ремесла и торговли. К середине XVII века английские семьи владели примерно третью города в стоимостном выражении.
В Макруме родился отец Уильяма Пенна. Замок Макрум горел пять раз, последний из пожаров случился 18 августа 1922 года в связи с Войной за независимость.
Местная железнодорожная станция была открыта 12 мая 1866 года, закрыта для пассажиров 1 июля 1935 года, закрыта для товароперевозок 10 марта 1947 года и окончательно закрыта 1 декабря 1953 года.
На прилегающих к городу землях сохранилось множество стоячих камней, дольменов и каменных кругов.

## Демография
Население — 3553 человека (по переписи 2006 года). В 2002 году население составляло 2985 человек. При этом население внутри городской черты (legal area) было 3407, население пригородов (environs) — 146 человек.
Данные переписи 2006 года:
| Общие демографические показатели |               |                               |                               |      |      |
| Всё население                    | Всё население | Изменения населения 2002—2006 | Изменения населения 2002—2006 | 2006 | 2006 |
| 2002                             | 2006          | чел.                          | %                             | муж. | жен. |
| 2985                             | 3553          | 568                           | 19,0                          | 1744 | 1809 |

В ниже приведённых таблицах сумма всех ответов (столбец «сумма»), как правило, меньше общего населения населённого пункта (столбец «2006»).
| Религия (Тема 2 — 5 : Число людей по религиям, 2006) |             |                |             |            |       |      |
| Католики, чел.                                       | Католики, % | Другая религия | Без религии | не указано | сумма | 2006 |
| 3258                                                 | 91,7        | 116            | 138         | 41         | 3553  | 3553 |

| Этно-расовый состав (Этничность. Тема 2 — 3 : Постоянное население по этническому или культурному происхождению, 2006) |            |              |       |        |        |            |       |       |
| Белые ирландцы | Лухт-шулта | Другие белые | Негры | Азиаты | Другие | Не указано | сумма | 2006  |
| 2962 | 3          | 421          | 3     | 25     | 21     | 40         | 3475  | 3553  |
| Доля от всех отвечавших на вопрос, %                                                                                   |            |              |       |        |        |            |       |       |
| 85,2 | 0,1        | 12,1         | 0,1   | 0,7    | 0,6    | 1,2        | 100   | 97,81 |

1 — доля отвечавших на вопрос о языке от всего населения.
| Владение ирландским языком (Тема 3 — 1 : Число людей от 3 лет и старше по способности говорить по-ирландски, 2006) |      |            |       |       |
| Владеете ли Вы ирландским языком?                                                                                  |      |            |       |       |
| Да | Нет  | Не указано | сумма | 2006  |
| 1406 | 1939 | 64         | 3409  | 3553  |
| Доля от всех отвечавших на вопрос о языке, %                                                                       |      |            |       |       |
| 41,2 | 56,9 | 1,9        | 100   | 95,91 |

1 — доля отвечавших на вопрос о языке от всего населения.
| Использование ирландского языка (Тема 3 — 2 : Говорящие по-ирландски от 3 лет и старше по частоте использования ирландского языка, 2006) |                                                            |                                               |                                               |                                               |                                               |                                               |       |                                     |      |
| Как часто и где Вы говорите по-ирландски?                                                                                                |                                                            |                                               |                                               |                                               |                                               |                                               |       |                                     |      |
| ежедневно, только в образовательных учреждениях                                                                                          | ежедневно, как в образовательных учреждениях, так и вне их | в других местах (вне образовательной системы) | в других местах (вне образовательной системы) | в других местах (вне образовательной системы) | в других местах (вне образовательной системы) | в других местах (вне образовательной системы) | сумма | всего, отвечавших на вопрос о языке | 2006 |
| ежедневно, только в образовательных учреждениях                                                                                          | ежедневно, как в образовательных учреждениях, так и вне их | ежедневно                                     | каждую неделю                                 | реже                                          | никогда                                       | не указано                                    | сумма | всего, отвечавших на вопрос о языке | 2006 |
| 309 | 22                                                         | 35                                            | 99                                            | 581                                           | 339                                           | 21                                            | 1406  | 3409                                | 3553 |
| Доля от всех отвечавших на вопрос о языке, %                                                                                             |                                                            |                                               |                                               |                                               |                                               |                                               |       |                                     |      |
| 9,1 | 0,6                                                        | 1,0                                           | 2,9                                           | 17,0                                          | 9,9                                           | 0,6                                           | 41,2  | 100                                 |      |

| Типы частных жилищ (Тема 6 — 1(a) : Число частных домовладений по типу размещения, 2006) |          |         |                 |            |       |      |
| Отдельный дом                                                                            | Квартира | Комната | Переносные дома | не указано | сумма | 2006 |
| 1161                                                                                     | 92       | 13      | 0               | 19         | 1285  | 3553 |

## Галерея

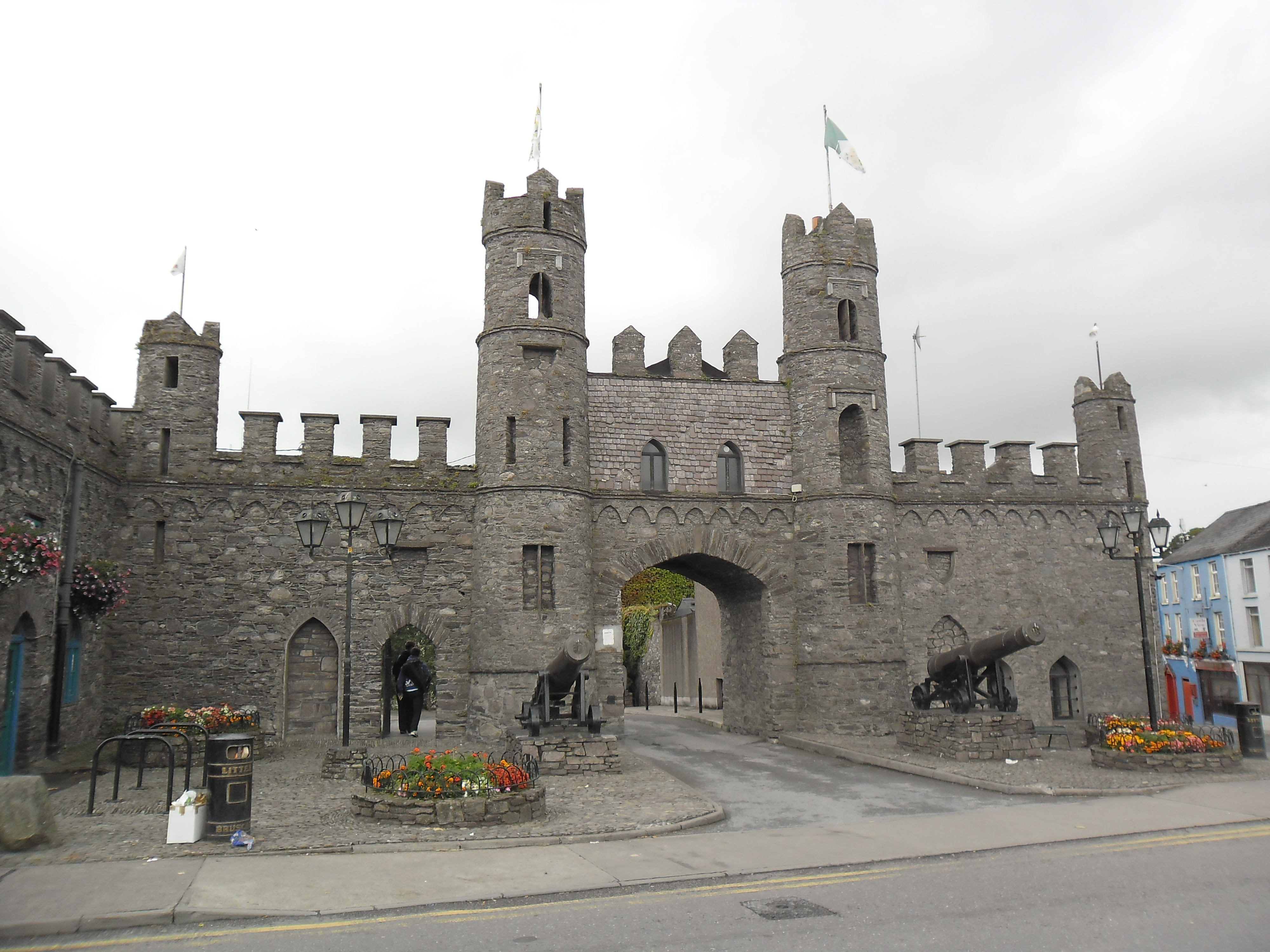
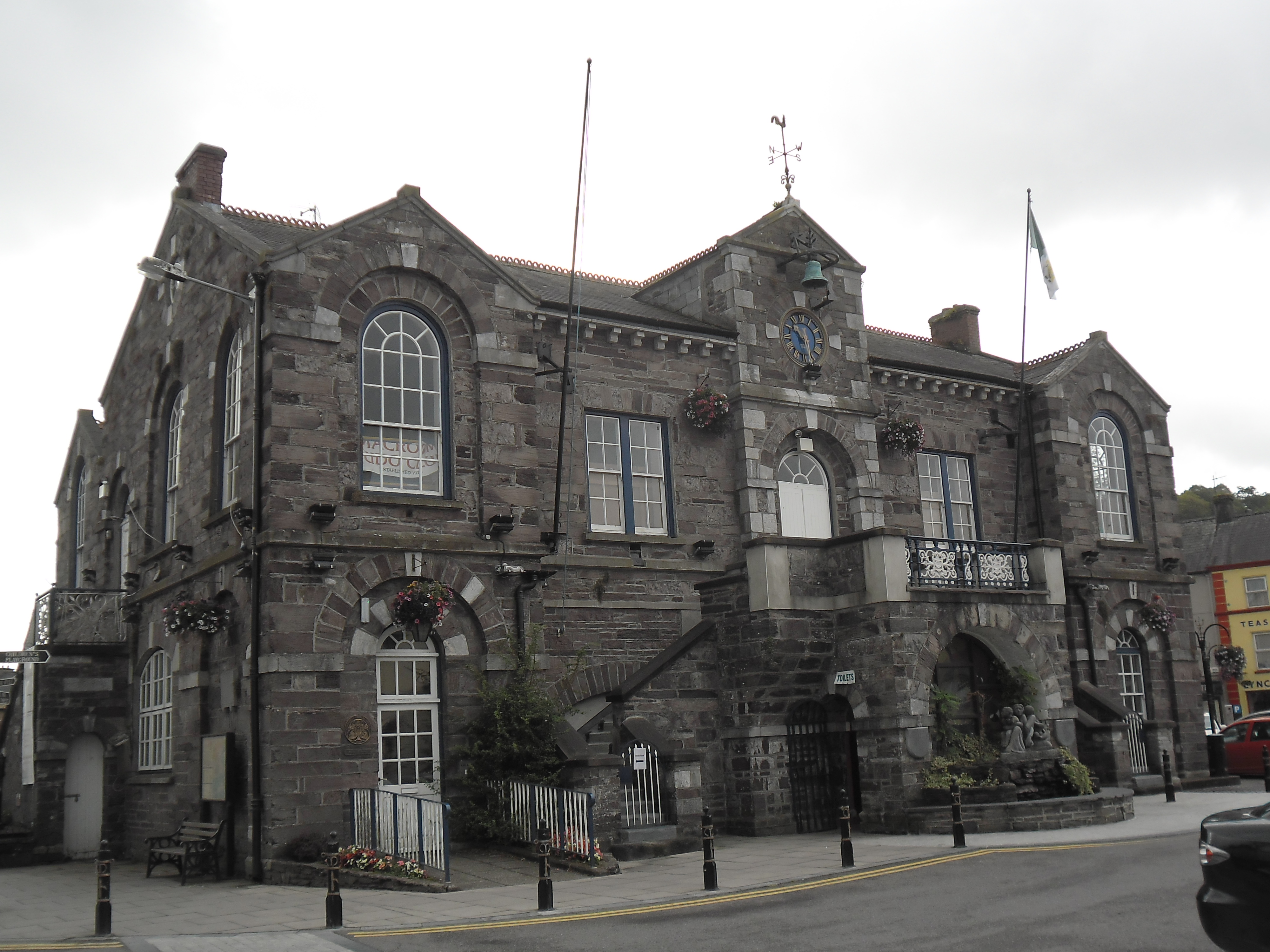
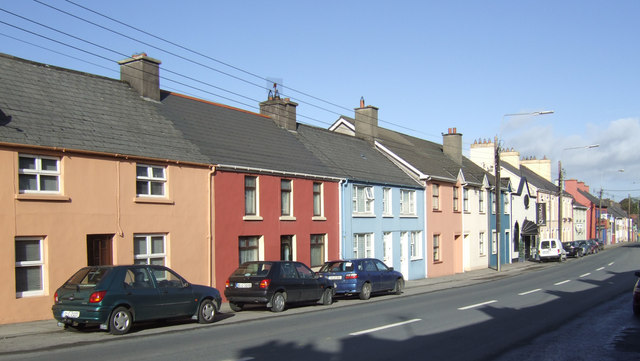
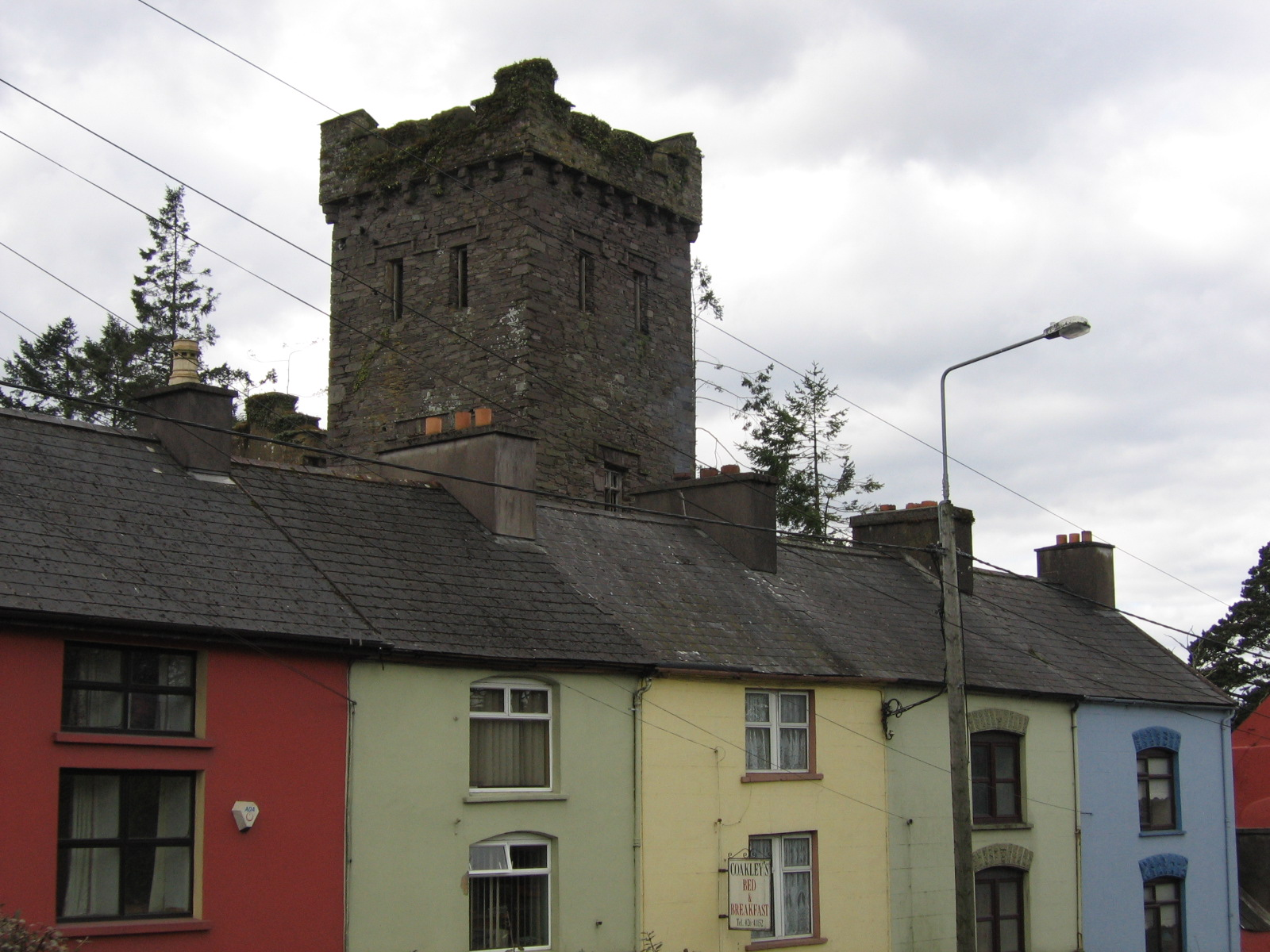
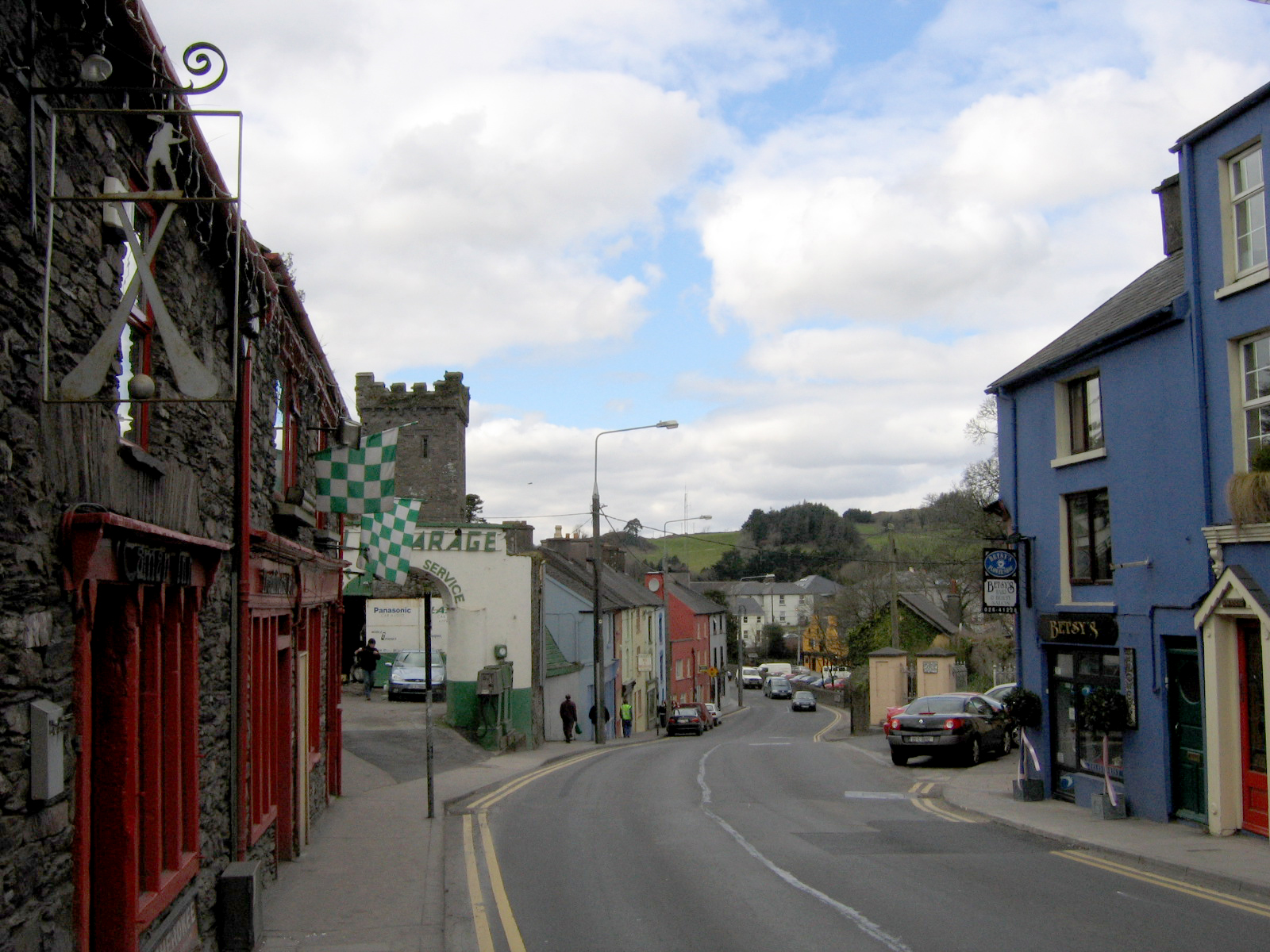
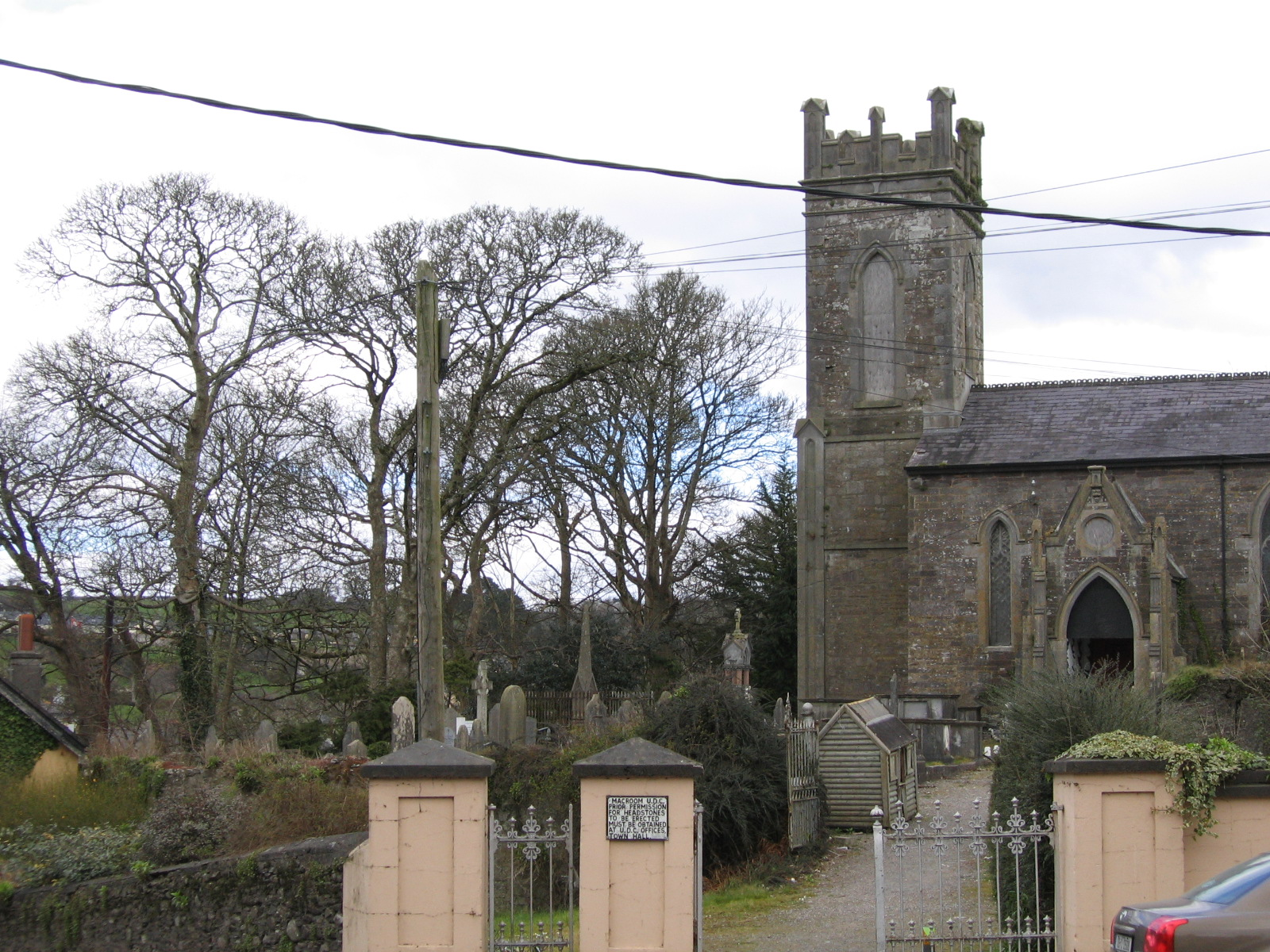